# Teorias da conspiração de Jonestown

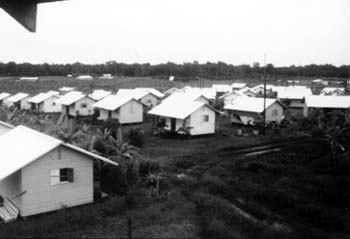
Casas em Jonestown

As teorias da conspiração de Jonestown são teorias da conspiração centradas no Projeto Agricultural do Templo do Povo e no massacre de Jonestown. Muitos defensores de tais teorias da conspiração sustentam que forças externas estavam envolvidas no que ocorreu na comuna, incluindo o massacre. Essas teorias geralmente incluem a afirmação de que os eventos em Jonestown representavam os esforços da CIA no controle da mente ou em modos semelhantes de experimentação social, muitas vezes considerados pelos defensores de tais teorias como um exemplo secreto do Projeto MKUltra na prática.

## Discrepâncias durante a investigação
As manchetes do New York Post, do New York Times, e do San Francisco Examiner citaram originalmente relatos do exército guianense de que 408 pessoas haviam se matado, enquanto mais de 500 outras conseguiram fugir para a selva dos arredores.
Os militares dos Estados Unidos chegaram alguns dias depois e a contagem de corpos rapidamente aumentou; primeiro, foram 700, depois 780, até uma contagem final feita sete dias após o relatório guianense de 909 mortos, 4 seguidores mortos nos escritórios do templo na capital de Georgetown e 5 membros da delegação do senador Leo Ryan, incluindo o próprio representante, assassinado na pista de pouso de Port Kaituma. Apenas 167 habitantes de Jonestown foram registrados como sobreviventes.
Ao explicar as discrepâncias, um funcionário dos Estados Unidos disse que os guianenses "não podiam contar", enquanto outro disse que os 400 cadáveres encontrados inicialmente tinham acabado de ser empilhados de forma a esconder mais de 500. Os mortos estavam espalhados pelo complexo, com pilhas de corpos em decomposição perto do pavilhão, e cadáveres em outros edifícios ou posições distantes não eram facilmente aparentes.
Embora o número total de colonos que viveram em Jonestown no momento do massacre nunca tenha sido devidamente verificado, com base nas estimativas da população, pode haver entre 20 e 120 seguidores não contabilizados. Teóricos da conspiração e pelo menos um assessor do Congresso afirmaram que essas pessoas formaram a chamada "Brigada Vermelha", que era guardas armados (ou talvez assassinos com lavagem cerebral) que realizaram o ataque no aeroporto, além de fornecer tarefas mais típicas, mantendo a segurança ao longo do tempo. estradas e ao redor do complexo.
De acordo com o New York Times, o primeiro oficial médico treinado em cena foi o médico legista da Guiana, Dr. Leslie C. Mootoo. Ele e seus assistentes examinaram mais de cem corpos durante um período de 32 horas e descobriram que todos os adultos haviam sido injetados com cianeto em locais aos quais eles não poderiam ter alcançado sem assistência, como entre as omoplatas, e que muitos deles também tinham sido baleados. Mootoo também sentiu que as crianças eram incapazes de aceitar o suicídio. Com base em suas descobertas preliminares, Mootoo especulou que a maioria dos que morreram em Jonestown pode ter sido por assassinato.
Apesar da lei da Guiana exigir uma autópsia para qualquer morte não natural, os americanos insistiram que a causa da morte era prontamente aparente e que não era necessária uma investigação adicional.[carece de fontes?] Parentes e funcionários nos Estados Unidos reclamaram de serem mantidos nos restos mortais e, de acordo com o New York Times, Dr. Sturmer, então presidente da Associação Nacional de Examinadores Médicos, enviou uma carta aberta ao Exército dos Estados Unidos reclamando sobre o manuseio de restos mortais e as cremações ilegais da maioria das vítimas de Jonestown. Por uma série de razões, algumas legais e outras meramente logísticas, os corpos não foram levados para longe da remota floresta de Jonestown por até uma semana antes de serem levados para Nova Jérsia, o que permitiu uma decomposição significativa. Por fim, sete autópsias foram realizadas, mas os médicos legistas não foram informados das descobertas preliminares do Dr. Mootoo e os cadáveres estavam bastante deteriorados para que os locais de injeção ou outras feridas permanecessem identificáveis durante os procedimentos.

## Richard Dwyer
Apesar das crescentes alegações de má conduta contra o Templo dos Povo nos Estados Unidos, a mudança para Jonestown recebeu o apoio total da Embaixada Americana na Guiana. Alguns afirmam que sua cooperação foi facilitada pelo cunhado de Larry Layton, além de pessoas como Walter Mondale, Rosalynn Carter e George Moscone. Outras salientam que a estação da CIA em Georgetown estava no espaço de escritórios dentro do próprio edifício da Embaixada dos Estados Unidos, e pelo menos três funcionários diplomáticos lá eram supostamente ativos da CIA.[carece de fontes?]
Richard Dwyer, cujo nome estava listado em Who's Who in the CIA, era Vice-Chefe de Missão da Embaixada dos Estados Unidos na Guiana na época. Existe uma forte probabilidade[carece de fontes?] de que Ryan não estivesse na pista de pouso durante o ataque sem a intervenção direta de Dwyer. Ryan pretendia permanecer no complexo de Jonestown para continuar entrevistando famílias, enquanto aqueles que desejavam retornar aos Estados Unidos eram levados para a pista de pouso, mas quando o caminhão basculante estava saindo, Ryan foi atacado pelo seguidor do Templo do Povo e suposto membro da Brigada Vermelha, Don Sly (também conhecido como Ujara). Ujara empunhava apenas uma faca e o ataque terminou rapidamente. Ryan foi cortado no ataque e decidiu embarcar no caminhão basculante que seguia para a pista de pouso. Já no caminhão basculante estava Larry Layton, que, apesar dos avisos dos desertores de que Layton era um forte defensor de Jim Jones,[carece de fontes?] tinha sido permitido entrar no grupo no último minuto. Layton participou dos ataques à delegação de Ryan, cumprindo quase vinte anos de prisão após ser desarmado e por não ter matado seus alvos no Cessna, tornando-se o único seguidor do Templo do Povo a enfrentar acusações criminais por esses eventos.
Em 27 de setembro de 1980, uma coluna do repórter investigativo Jack Anderson foi publicada sob o título "CIA Envolvida no Massacre de Jonestown". Segundo Anderson, Dwyer e Jones tinham laços com a CIA, com os laços de Dwyer datando de pelo menos 1959; quando questionado diretamente sobre esse suposto envolvimento da CIA, Dwyer respondeu "sem comentários". Em um ponto da gravação de som feita durante o suicídio em massa, a própria voz de Jones ordena: "Leve Dwyer para a casa leste" e pouco tempo depois, Jones diz: "Tire Dwyer daqui antes que algo aconteça com ele".
No entanto, em vez de estar em Jonestown, várias testemunhas, incluindo repórteres do Washington Post e do San Francisco Chronicle, viram Dwyer a quilômetros de distância na pista de pouso de Port Kaituma. Dwyer chegou lá com alguns policiais locais pouco antes da emboscada do esquadrão de segurança de Jonestown, "Brigada Vermelha". Dwyer também foi baleado nas nádegas durante a emboscada da Brigada Vermelha naquele local. Dwyer ficou na pista de pouso com os sobreviventes durante a noite. Embora ninguém possa ter certeza, o discurso de Jones e a aparente confusão evidenciada em seus seguidores na fita em sua referência a Dwyer podem indicar que Jones confundiu outra pessoa (talvez Charles Garry) com Dwyer.[carece de fontes?]

## Visão da União Soviética
The Jonestown Carnage: A CIA Crime (1978) (em russo: Гибель Джонстауна - преступление ЦРУ) por S.F. Alinin, B.G. Antonov e A.N. Itskov foram publicados em 1987 na União Soviética, contando com alegações infundadas e alguns fatos relativamente incontestáveis. O livro cita muitas características do Templo do Povo que podem ter tornado impopular o governo dos Estados Unidos. Por exemplo, citando as numerosas fitas e escritos do Templo, o livro observa que o Templo do Povo praticou o socialismo apostólico, pregou o ateísmo e se opôs ao que denominou imperialismo capitalista pelo governo dos Estados Unidos. O livro também cita as numerosas reuniões que representantes do Templo do Povo tiveram com funcionários da embaixada soviética para negociar um possível êxodo para a União Soviética. O livro também faz referência à visita de 2 de outubro de 1978 a Jonestown pelo representante da Embaixada Soviética, Feodor Timofeyev, que elogiou a comunidade por ser um paraíso socialista, abanando o dedo coletivo na cara do governo dos Estados Unidos.
Além de eventos documentados, o livro também inclui alegações controversas não reveladas nas fitas de Jonestown ou outras evidências disponíveis. Um desses itens descreve uma declaração de Timofeyev de uma suposta reunião em 18 de novembro de 1978, com Deborah Touchette, a quem Timofeyev alegou que lhe passou uma maleta com dinheiro e documentos do Templo do Povo dentro. Outro relatório do livro dizia respeito a uma ligação de Sharon Amos, que estava no escritório do Templo dos Povos em Georgetown com seus três filhos no dia do massacre, onde Amos supostamente descreveu uma mensagem de rádio de Jonestown sobre helicópteros militares e homens armados que se aproximavam do local. composto. Amos e seus três filhos morreram por ordem de Jones.

Com base nessas e em outras alegações, o autor afirma que os membros do grupo foram assassinados por agentes e mercenários da CIA para impedir mais emigração política dos Estados Unidos e para reprimir a oposição ao regime americano.